# Cosmethis siriella
Cosmethis siriella là một loài bướm đêm trong họ Geometridae.